# الثورة الإيونية
كانت الثورات البابلية لعام 484 قبل الميلاد ثورات ملكين بابليين متمردين، بل الشيماني وشمش إريبا، ضد خشايارشا الأول، ملك الإمبراطورية الأخمينية الفارسية.
غزا الفرس بلاد بابل عام 539 قبل الميلاد، ولكن بعد خمسة وخمسين عامًا من الحكم الفارسي، أصبح البابليون غير راضين عن حكامهم الأجانب، فتضاءلت مكانة بابل وأهميتها. لم يُقبل تواجد الملوك الفارسيين في الحضارة البابلية الأصلية، ما أدى إلى استمرارهم في الحكم من العواصم خارج بابل. وعلاوةً على ذلك، فشل الملوك الفارسيون في أداء الواجبات التقليدية للملك البابلي، إذ أنهم نادرًا ما شاركوا في طقوس بابل (التي تتطلب وجود ملك) ونادرًا ما قدموا هدايا العبادة في المعابد البابلية. وتشير المخطوطات البابلية المكتوبة قبل فترة وجيزة من الثورة إلى حالة عامة من عدم الرضا والقلق البابلي، إذ أوقف الفرس دخل مسؤولي المعبد البابلي دون تفسير، وزادوا الضغوط الضريبية، واستغلوا الموارد في جميع أنحاء بابل. من المحتمل أن الثورات لم تكن مدفوعة فقط بالرغبة في إعادة تأسيس مملكة بابلية مستقلة، بل كان لها أيضًا دوافع دينية؛ الأمر الذي يمكن أن يربطها بالانتفاضة الدينية في مكان آخر في الإمبراطورية الفارسية حسب ما جاء في نقوش خشايارشا.
بدأت الثورة في يوليو 484 قبل الميلاد، الشهر الرابع من السنة الثانية لحكم خشايارشا. أعلن مواطنو سيبار (شمال بابل) شمش إريبا ملكًا على بابل، واتخذ لنفسه لقب ملك الأراضي. في نفس الشهر، اعتُرف بملك متمرد ثان، وهو بل الشيماني، في بورسيبا ودلبات (جنوب بابل). كان شمش إريبا ما يزال مسيطرًا على سيبار في هذه المرحلة، ما يعني أن المتمردين كانا معاصرين لبعضهما البعض، إما حلفاء أو خصوم، وهو الخيار الأرجح. كانت ثورة بل الشيماني قصيرةً، ولم تدم سوى أسبوعين تقريبًا، وعلى الأرجح أنه إما هُزِم على يد شمش إريبا أو تخلى عن مطالبته عن طيب خاطر وانضم إلى المتمردين الشماليين. بحلول سبتمبر، تم الاعتراف بشمش إريبا ليس فقط في سيبار وبورسيبا، ولكن أيضًا في كيش وبابل نفسها؛ ولكنه هُزم في أكتوبر على يد الفرس الذين أعاوا سيطرتهم على بلاد بابل.
لا يوجد دليل واضح على نوع العقوبة التي اتخذها خشايارشا بحق البابليين أو شدتها. تقليديًا، عزا المؤرخون الدمار واسع النطاق الذي حل ببابل إلى الثورات، حيث افترضوا أن خشايارشا قد ألحق أضرارًا كبيرةً بمعابد بابل وأزال تمثال مردوخ، إله بابل الرئيسي، من المدينة. ما تزال صحة هذه الادعاءات غير واضحة، إذ لا يوجد دليل على حدوث أي ضرر لمدن بلاد بابل عام 484 قبل الميلاد. يمكن استخلاص أشكال انتقام ملك الفرس الأخرى من الأدلة التاريخية؛ تنتهي المحفوظات النصية لغالبية العائلات البارزة في بابل في عام 484 قبل الميلاد، ما يوحي باستهداف خشايارشا لمؤيدي الثورات. بالإضافة إلى ذلك، يبدو أن الفرس قد عملوا على تفكيك هيمنة بابل الدينية على بلاد بابل من خلال تشجيع ظهور الطوائف المحلية في مدن بلاد الرافدين الأخرى، وعلى الأخص في أوروك.

## خلفية
انتهت الإمبراطورية البابلية الحديثة، وهي آخر إمبراطورية عظيمة في بلاد الرافدين يحكمها ملوك أصليون من بلاد الرافدين نفسها، والعصر الأخير والأكثر إثارة في التاريخ البابلي، نتيجة الغزو الأخميني الفارسي لبابل تحت حكم كورش الكبير عام 539 قبل الميلاد. لم تنهض بابل مرة أخرى بصفتها العاصمة الوحيدة لمملكة مستقلة، أو إمبراطورية عظيمة، بعد سقوطها. ولكنها ظلت موقعًا استراتيجيًا مهمًا، بسبب تاريخها العريق والقديم، مع عدد كبير من السكان وجدران يمكن الدفاع عنها وعبادة محلية ناشطة لعدة قرون. عبد البابليون آلهة بلاد ما بين النهرين وكان مواطنو بابل يقدسون الإله مردوخ، الإله الراعي للمدينة، فوق جميع الآلهة الأخرى. وعلى الرغم من أن عبادة مردوخ لم تعني أبدًا إنكار وجود الآلهة الأخرى، فقد تمت مقارنتها أحيانًا بالديانات التوحيدية.
وفي حين أصبحت بابل إحدى عواصم الإمبراطورية الأخمينية (جنبًا إلى جنب مع باسرغاد وإكباتان وشوشان)، إلا أنها احتفظت ببعض الأهمية من خلال عدم تخفيض منزلتها إلى مدينة إقليمية فقط. جلب الغزو الفارسي طبقةً حاكمةً لم تتقبلها الحضارة البابلية، بدلًا من الحفاظ على مراكزهم السياسية الإضافية خارج بلاد الرافدين. تضاءلت أهمية بابل بصورة غير قابلة للعكس، نتيجة عدم اعتماد الحكام الجدد على المدينة للاستمرار في حكمهم.
قل حماس البابليين فيما يتعلق بالحكم الفارسي مع مرور الوقت، على الرغم من أن الملوك الفارسيين استمروا في التأكيد على أهمية بابل من خلال أسمائهم، التي استعملوا فيها لقبي ملك بابل وملك الأراضي. ومن المعتقد أن كون الفرس أجانب ليس سببًا مهمًا لاستياء البابليين؛ إذ لم تتطلب أي من الواجبات والمسؤوليات التقليدية للملوك البابليين أن يكونوا بابليين عرقيًا أو حتى من الحضارة البابلية؛ وتمتع العديد من الحكام الأجانب بالدعم البابلي في الماضي، في حين كان العديد من الملوك الأصليين محتقرين. والأهم من أصل الملك هو تأديته لواجباته الملكية بما يتماشى مع التقاليد الملكية البابلية الراسخة. كان للملوك الفارسيين عواصم في أماكن أخرى من إمبراطوريتهم، ونادرًا ما شاركوا في طقوس بابل التقليدية (التي لم يكن من الممكن الاحتفال بها في شكلها التقليدي نظرًا لأن وجود الملك كان مطلوبًا عادةً) ونادرًا ما أدوا واجباتهم التقليدية تجاه الطوائف البابلية من خلال بناء المعابد وتقديم الهدايا الدينية لآلهة المدينة. وهكذا، ربما يكون البابليون قد استاؤوا منهم لاعتقادهم بأنهم فشلوا في واجباتهم كملوك، وبالتالي لا يتمتعون بالتأييد الإلهي الضروري ليُعتبروا ملوكًا حقيقيين لبابل.
ثارت بابل عدة مرات ضد الحكم الفارسي في محاولة لاستعادة استقلالها، ولم تكن ثورات 484 قبل الميلاد ضد خشايارشا الأول المرة الأولى التي تمردت فيها المدينة. واجه والد خشايارشا وسلفه دارا الأول (حكم بين 522 و486 قبل الميلاد) تمردات نبوخذ نصر الثالث (522 قبل الميلاد) ونبوخذ نصر الرابع (521 قبل الميلاد)، وكلاهما ادعى أنه ابن نبو نيد، آخر ملوك بلاد بابل المستقلة.